# Valdidentro
 (août 2021).
Si vous disposez d'ouvrages ou d'articles de référence ou si vous connaissez des sites web de qualité traitant du thème abordé ici, merci de compléter l'article en donnant les références utiles à sa vérifiabilité et en les liant à la section « Notes et références ».
Valdidentro est une commune italienne de la province de Sondrio, dans la région Lombardie.

## Géographie
Valdidentro, baignée par le ruisseau Viola Bormina, s'ouvre à l'ouest de Bormio et se divise, après Semogo, en deux bras : le Val Viola et la vallée de Foscagno qui mène au col du même nom d'où vous arrivez à Livigno. La commune, la deuxième en importance dans toute la région de Lombardie (après Livigno), est divisée en fractions : Premadio, Pedenosso, Isolaccia, Semogo. Valdidentro est accessible en empruntant la route nationale 301 de Foscagno qui mène à Bormio depuis Livigno.

### Hameaux
Premadio, Pedenosso, Isolaccia, Semogo.

### Communes limitrophes
Bormio, Grosio, Livigno, Valdisotto.

## Histoire
Valdidentro, habitée depuis l'an mille, se situe au cœur des Alpes.
Valdidentro s'est développée à l'origine grâce à l'économie agricole et pastorale et aux échanges commerciaux entre le duché de Milan, la république de Venise et l'Empire allemand.
Il existe de nombreux vestiges historiques qui témoignent du passé de cette région : l' église Pedenosso qui se dresse sur le rocher comme un signe de fortification, l'église Saint - Gall dans le hameau Premadio, et la tour Fraele qui marque la frontière entre Valdidentro et Val St. Giacomo. Ils sont tous deux situés entre le Mont de l'escalier (2 521 m) à l'est et Cima Plator (2 910 m) à l'ouest.
Jusqu'à la Première Guerre mondiale, des tranchées étaient partiellement encore visibles autour de ces communes, notamment le long du sentier qui mène à la croix du sommet du mont Scale.

## Économie
Valdidentro est une station thermale touristique : les eaux thermales s'écoulant entre 35° et 40° des différentes sources dans les sols du mont Reit sont utilisées pour les bains, les bains de boue, les boissons diurétiques, les inhalations et les massages. Ils sont également indiqués dans le traitement des maladies des voies respiratoires et de la peau, causées notamment par des agents microbiens et mycotiques. Pour en profiter, vous devez vous rendre aux Bains Vieux et Bains Neufs, près du district de Premadio.
Depuis le 1er janvier 2011, Valdidentro, pour son engagement en faveur du tourisme durable et de la mobilité douce, fait partie de l'association internationale Alpine Pearls qui regroupe 27 stations alpines appartenant à six pays différents (Suisse, Allemagne, Autriche, Italie, France et Slovénie).

## Administration
Liste des maires de la municipalité de Valdidentro de 1946 à ce jour :
- 1946 - 1951 : Gervasio Sosio
- 1951 - 1956 : Gervasio Viviani
- 1956 - 1961 : Italo Bellotti
- 1961 - 1964 : Italo Bellotti
- 1964 - 1965 : Luigi Ricci commissario prefettizio
- 1965 - 1970 : Italo Bellotti
- 1970 - 1975 : Severino Franceschina
- 1975 - 1980 : Alberto Pienzi
- 1980 - 1985 : Alberto Pienzi
- 1985 - 1990 : Alberto Pienzi
- 1992 : Romana Festorazzivcommissario prefettizio
- 1992 - 1997 : Silvio Baroni
- 1997 - 2002 : Ezio Trabucchi
- 2002 - 2007 : Ezio Trabucchi
- 2007 - 2012 : Aldo Martinelli
- 2012 - 2017 : Ezio Trabucchi
- 2017 - : Massimiliano Trabucchi

## Sport

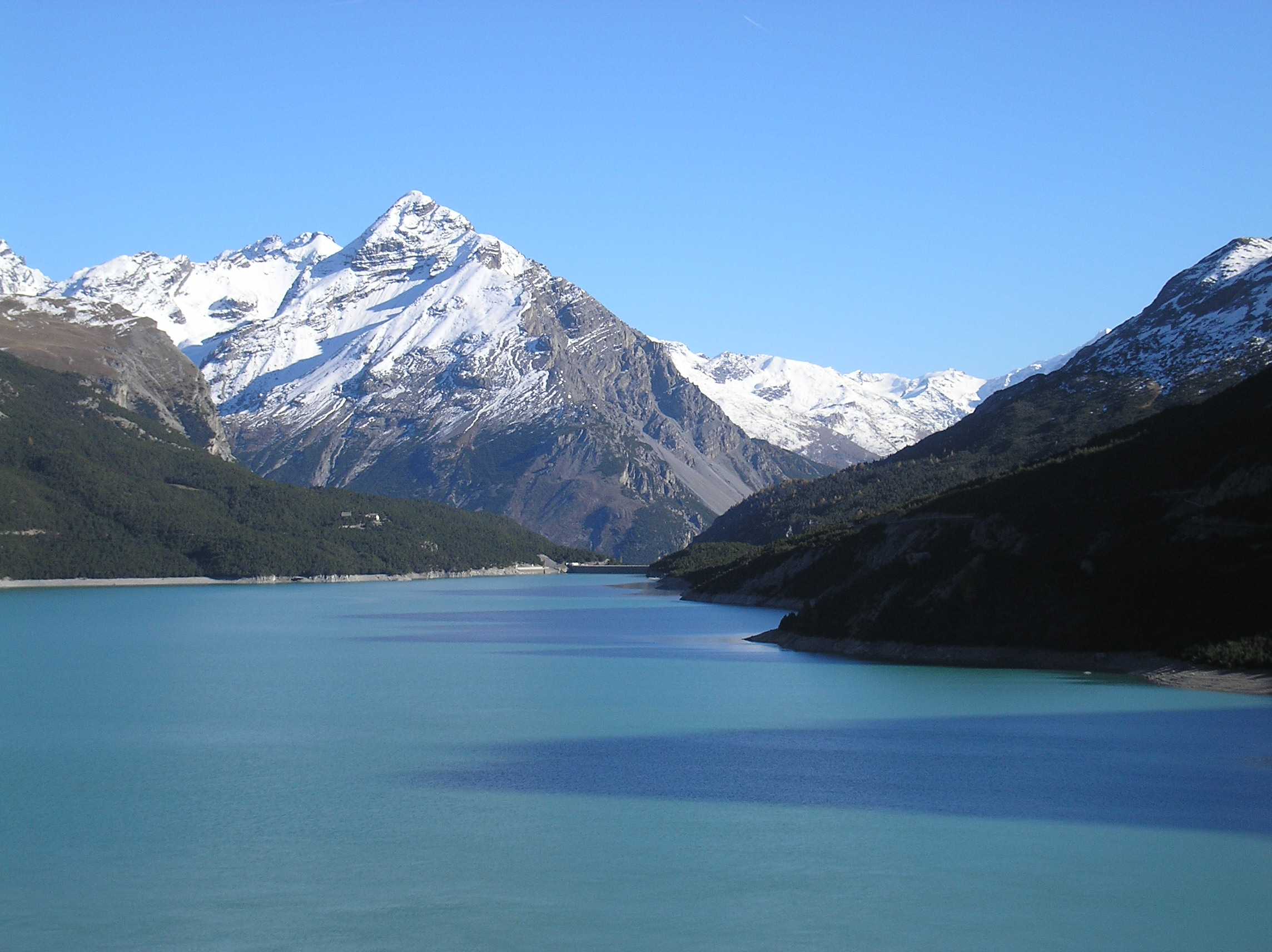
Lac de Cancano.

Dans la municipalité, il y a des remontées mécaniques et des pistes de ski situées dans les villages d'Isolaccia et de Pedenosso. À Valdidentro, certaines compétitions ont été organisées pour la Coupe du monde de ski de fond 2009.